# Stefan Hüllers ed
Stefan Hüllers ed er en tysk stumfilm fra 1921 af Reinhard Bruck.

## Medvirkende
- Anton Edthofer som Friedrich Huller
- Hanni Weisse som Frau Huller
- Alexander Areuss som Sohn Stephan Huller
- Arthur Bergen som Verführer
- Carl de Vogt
- Hugo Döblin
- Max Pohl